# Abe Schwartz

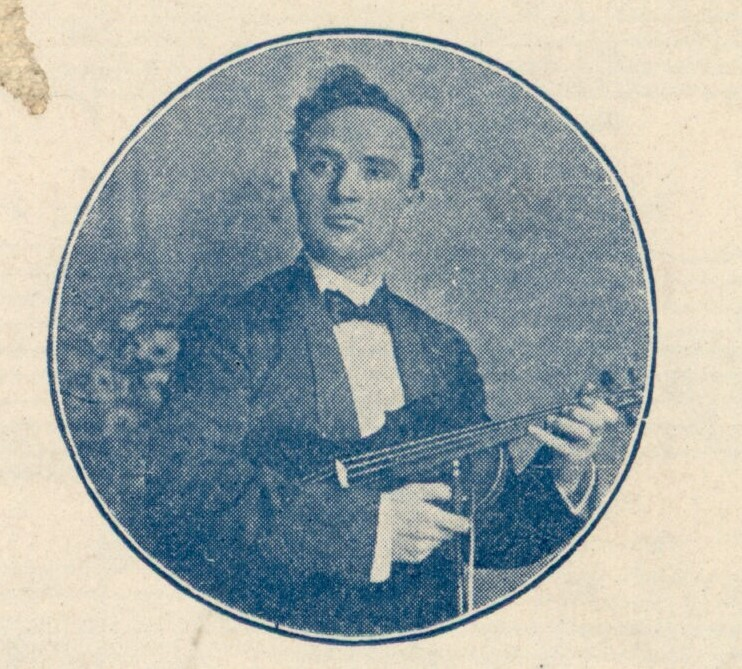
Abe Schwartz

Abe Schwartz (jiddisch אייב שווארץ; * 1881 bei Bukarest; † 1963 in den USA) war ein aus Rumänien stammender US-amerikanischer Komponist, Klezmer-Musiker, Geiger, Pianist und Orchesterleiter.

## Leben
Abe Schwartz wuchs als Sohn einer jüdischen Familie in Rumänien auf und kam 1899 als Einwanderer im Alter von 18 Jahren in die Vereinigten Staaten. Hier wurde er in New York City schnell als Musiker und Komponist bekannt. Seine Musikgruppe (Abe Schwartz's Orchestra) spielte Klezmer mit Texten in jiddischer Sprache, darunter als größten Erfolg auch das Lied Di grine kuzine (1922). Abe Schwartz wird meist als Autor der Melodie dieses Liedes angegeben. Weitere bekannte Titel waren Orientalische Hora (1919), Shwer un Shweeger Tantz (Tanz der Verschwägerten, 1921) und Romanian Volach (1922). Ende der 1920er Jahre waren es Naftule Brandwein und Dave Tarras, die seine Stücke auf Klarinette spielten.

## Veröffentlichungen
- די גרינע קוזינע Die Greene Kosine – The Biggest Song Hit In The History Of Jewish Music. Words by Hyman Prizant, Music by Abe Schwartz. Arranged by Jack Kammen, Edited by Jos, Kammen. Piano With Words. J. & J. Kammen Music Publishers and Bistributors, Brooklyn (New York) 1921.

## Diskographie
- Die Zilberne Chaseneh („Die silberne Hochzeit“), Lebedig Und Frehlich („Lebendig und fröhlich“) (10 min). Columbia, E 3618, 1921
- Der Rebbi Hot Geheisen Freilich Zain („Der Rabbi hat uns geheißen, fröhlich zu sein“), A Tanz Far Alle Mechutonim („Ein Tanz für alle Angeheirateten“) (10 min), Columbia, E7320, 1919.

### Mit George Wagner (Sänger)
- Anniversary Waltz, Bésame Mucho (10 min). Apollo Records 144, 1947.